# ستالكير: ظل تشيرنوبل
ستالكير: ظل تشيرنوبل (بالإنجليزية: S.T.A.L.K.E.R.: Shadow of Chernobyl)‏ هي لعبة فيديو من نوع عالم مفتوح وتصويب من منظور الشخص الأول.

## قصة
تبدأ اللعبة بفقدان وعي شخصيتك، الشخص الوحيد الناجي من حادثة شاحنة على أطراف المنطقة. تقابل رجلاً يدعى سيدوروفيتش، الذي يبدأ بمدك بالمعلومات وتكليفك بالمهام ويقدم لك اللمحة الأولى عن البيئة المحيطة من حولك. لا أستطيع التعمق أكثر في القصة، كارثة نووية قد حصلت في منطقة، وقد استخدمت روسيا هذه المنطقة لاحقاً لمصالحها الشخصية، وشاحنة مرّت في هذه المنطقة وأنت الناجي الوحيد منها، لتجد نفسك في هذا المكان، ماذا حدث؟ من أنت؟ وما هي هويتك؟ وما هو أصلك؟ كل هذا غير معروف حتى الآن، مهمتك هي أن تتعمق وتستكشف وتستطلع المشاريع السرية هذه بنفسك، وتكتشف نفسك بنفسك، الجنود لن يفيدوك كثيراً من حولك، لن يرضوك بمعلوماتهم، اعتمد على نفسك فأنت الوحيد القادر على كشف المعلومات بالشكل السليم.
ركزت الشركة في صناعة هذه اللعبة على البرود، ولكن هذا البرود فيه محرك الخوف هدوء في المدينة يقلب الأمور، أصوات غريبة وشخصيات غامضة وبائسة كل ذلك أعطى للعبة فكرة جديدة كلياً لكي تعيش مع الواقع المرير التي تعيشه بعض البلدان ضد حروبها، إنها أشخاص القرى والمدن الفقيرة التي تجدها تجلس في أماكن ضيقة وأبنية صغيرة مهترئة لا يكاد الجرو يتسع فيها، تلك الأحياء الفقيرة رسمتها لنا الشركة لتنقل لنا واقع مرير نعيش فيه لنقوم بتجربة فريدة من نوعها نغامر ونحقق ونتقدم ونتحدى ونحارب من أجل الاستقرار، يبدأ شروق الشمس هنا وتبدأ مغامرتك. ها أنت في حجرة صغيرة فاقداً الوعي ولا حول لك ولا قوة، لم تعد تذكر شيئاً، أشياء غريبة حصلت لك في الماضي ولكنك قد نسيتَ كل شيء، تفكيرك مشوش واستغراب منك في وجودك بهذا المكان الصغير الرطب، تنبعث منه رائحة كريهة، وما أن تستيقظ يتحدث معك رجل طيب يخبرك عن بعض الأحداث المريرة من الحروب ومن ثم يبدأ بملاطفتك ولكن لن يقدم لك إلا القليل من المعلومات، وأنصحك أن لا تثق به في كل شيء، حاول أن تستفد منه، تبدأ جائعاً بعد أن تقف على قدميك فتطلب من ذلك الرجل الطيب أن يطعمك ولكن كل شيء له ثمن، ادفع له يطعمك، أنت فقير الحال لا تملك إلا القليل من المال لذلك سوف تضطر أن تدفع بما تملك من النقود لكي تأكل ومن ثم تشتري ما يلزمك من طعام وشراب وأسلحة، سوف تجد نفسك مرتدياً سترة تغطت بالأوساخ ورائحتها الكريهة تنبعث منها ولا تعرف إلى الآن السبب !!!، بعد الحديث وأخذك للمعونات تخرج من ذلك المكان لتجد نفسك في عالم كبير، السماء الهواء المكان الأصوات كل ما حولك مرعب هدوء تام في المنطقة تمايل الأشجار الرياح، الشفق الأحمر، الأجواء المرعبة، وكأنه لا حياة للبشرية أين الناس ؟ أين الحيوانات ؟.

## أسلوب اللعب

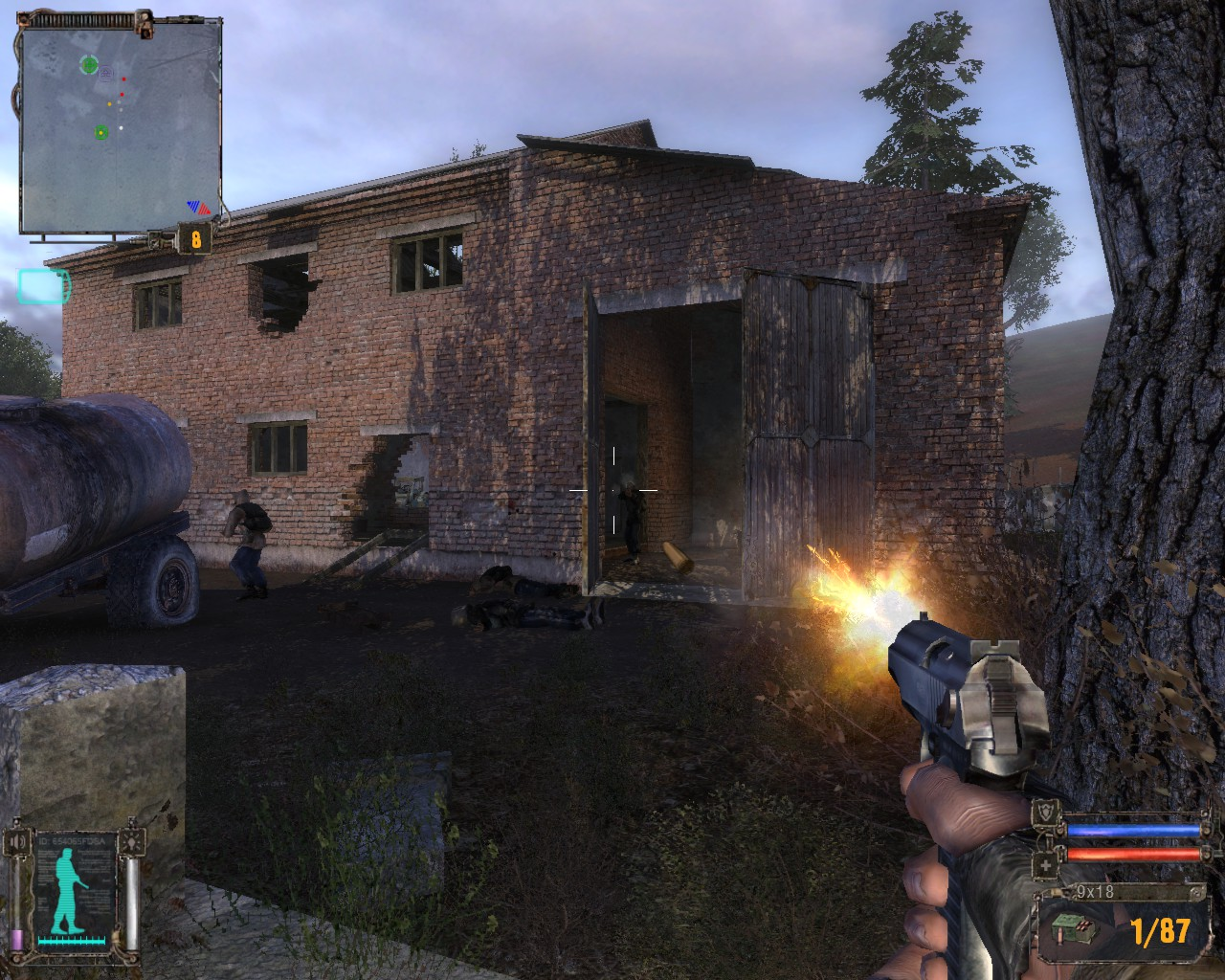
لعبة ستاليكر من منظور الشخص الأول أو الإستطاعة باللعب عبر الشبكة.

اختارت الشركة أن يكون نظام هذه اللعبة معقد سواء في التحرك بالشخصية ضمن أرجاء المنطقة أو استخدام الأسلحة مباشرة، إضافة إلى ذلك جعلت محور القصة مقلق إلا أنك سوف تبدأ بالتذكر مع تقدمك في اللعبة وتغوص في هذا العالم المرعب، أنت قادر على استخدام مجموعة من الأسلحة بعضها تقليدي وبعضها الأخر حديث يمكنك أن تستخدم أسلحة الرشاش والبنادق وسلاح القناص والمتفجرات وقاذف الصواريخ أثناء تقدمك في المناطق الواسعة سوف تمر بمناطق فيها أشخاص يعيشون فيها، ولكن لو اقتربت من هؤلاء الأشخاص لوجدت بأنهم بائسون ولكن لو أكدت بواقعية ذلك المشهد سوف تتأثر كثيراً لحالتهم تجدهم يجلسون وبقربهم ذلك البرميل الذي يخرج منه النار رجل يثمل والآخر يعزف على الإيتار وبعضهم يمشون هنا وهناك، وكأنك في مدينة حقيقية تتعرف على أشخاصها وتمشي في طرقاتها، هذه هي الصورة المريرة التي أحبت شركة thq أن تفاجئنا فيها هو نقل ذلك الواقع المرير ولكن بطريقة مختلفة وإنما حاولت تقريب تلك الأفكار لنا لتجعله حقيقة لا تختلف عن الحياة في بعض البلدان الفقيرة التي تعرضت للاعتداء، سوف تلتقط الأسلحة وتشتري بعضها بالإضافة إلى تعرفك على أشخاص غريبو الأطوار ولكن سوف يساعدوك في مدّك بالمعلومات، تعتمد اللعبة كثيرا على المحادثة وفهم ما يقال فيجب أن تتحلى بمهارات السمع وترجمة اللغة الإنكليزية وفهم ما يخبره بك الأشخاص من أجل أن تستفيد من المعلومات.
سوف تقوم بالمرور بمناطق واسعة مثل حقل الزومبي وأيضا سوف تهاجم من قبل الذئاب أثناء سيرك، يمكنك أن تقوم بالتصويب عن طريق توجيه السلاح على الهدف ومن ثم إطلاق النار عندما يتم تمركز ذلك الهدف على الخصم أو الفريسة ويجب أن يكون التوقيت صحيح في إطلاق النار، سوف يصل بك الأمر إلى أماكن تواجد حراس في حال شاهدوا اقترابك سوف تأتي التعليمات بإطلاق النار تجدهم يضعون حولهم الحاميات والمدرعات لكي يحموا أنفسهم ولكن لا تعرف لماذا يتم محاربتك !!! سوف تكتشف ذلك لاحقاً ومع تقدمك في اللعبة بالرغم من أن محاربة الحراس في البداية أمر صعب فأنت لا تملك إلا القليل من الأسلحة والطاقة لذلك يجب أن تقوم بمحاولة التخطيط ووضع إستراتيجية تمكنك من ردعهم والاقتراب منهم وقتلهم.
قامت الشركة بعمل طريف في هذه اللعبة، إذ أنك سوف تحصل على معلبات طعام وأغذية مختلفة سندوتش ولحم وفطيرة ولكن من بين هذه الأطعمة سوف تحصل على غذاء الكلب، هذا الغذاء سوف يكون طعم للكلاب سوف تكون مع الحراس في حال شاهدوك أو شعروا بك سوف يهاجمونك ولكن يمكنك أن تجعل الغذاء الذي معك طعماً لهم، بحيث تقوم برمي الغذاء مما يؤدي إلى لفت انتباهالكلاب وشم رائحته مقتربين إلى ذلك الفخ بصحبة الحراس ليراقبوا ذلك الأمر وهنا تبدأ بعملية قتلهم بإصابتهم من وراء شجرة أو حاجز جداري، وذلك إطلاق النار على الكلاب ومن ثم الحراس أو رمي قنبلة وقتلهم في المكان الذي بدأت الكلاب فيه بالتهام الطعام، ذلك سيرسم البسمة على وجهك، ولكن عندما تقوم بهذا الأمر يجب أن تحتمي في الغابات أو خلف الأشجار هذا آمن لك أكثر من أي مكان واسع تبدو واضحاً فيه.أثناء تقدمك سوف تصادف إطلاق النار بين مجموعات منافسة، وأيضاَ جثث دامية أرتمت على الأرض هنا وهناك، وكأنك تشاهد معركة واقعية.
إضافة إلى الكلاب المتشردة المدربة من قبل الحراس حيث تقوم بدورية تبحث عن المشتبهين بهم في كل مكان، تراها شرسة وأعينها لا تكاد أن ترى النور كما لو أنها تعيش في الظلام ولا ترى إلا الشياطين، تتمتع هذه الكلاب بحاسة الشم القوية والنظر والسرعة والحنكة لذلك كن ذكياً في تجنبها ولا تحاول الاقتراب منها حتى لا يشعر الآخرين بوجودك. توزعت الناس في صفوف عشائر حيث بدأت العشائر بشن هجوم على مواقع الحراس ومحاولة قتلهم ولكن ما يملكه العشائر من أسلحة ضعيفة أمام قوة الحراس هناك والذين يحمون ممتلكاتهم حيث يقولون فيما بينهم إن كنت زائراً أو محارباً أو سائحاً مرحبا بك في عالم شيرنوبي هذا العالم المليء بالغموض والرعب. هناك سبع نهايات للعبة، كل نهاية تأخذ بك إلى شيء غريب ومخيف ولكن وحدك يجب أن تعرف النهاية الصحيحة من بين هذه النهايات، هناك خمس نهايات خاطئة ونهايتين صحيحتين، اللعبة ضخمة جداً وفيها أحداث كثيرة وسوف تأخذ معك الكثير من الوقت.
ستقودك اللعبة إلى ساحات كبيرة من المعارك، حيث عليك تجنب النيران الاختباء السير ببطء المراوغة ومحاولة تجنب الاقتراب من الخطر، تحمل حقيبة على ظهرك وطعام وذخائر ولكن لا تحاول أن تهدر كل ما لديك، حاول أن تفهم ما يدور حولك من أحاديث استكشف وتوغل وقم بالتدريبات اللازمة في استخدام الأسلحة من تصويب وإطلاق نار، احترس وكن ذكياً واجعل مواقفك جريئة، ارسم الإستراتيجية قبل أن تبدأ وكن أول الناجين قبل أن يغدر بك الموت ويقتلك حيث لم تفعل شيء. نعم استطاعت الشركة رسم هذا الأمر لنا بواقعية شفافة وغيرت من انطباع العمل وحولته إلى حروب عشائرية، صورت لنا واقع مرير من أبنية مهترئة وأشخاص بائسين فقراء لا حول لهم ولا قوة، أشجار تتمايل، طرقات واسعة امتدت بك لكي تستطيع أن تتجول بحرية تامة ولكن عليك بالحذر، اعقل وتوكل وحاول أن تكون صبوراً فهناك مواقف لن ترحمك وربما تجعلك ضحية بدل أن تجعلها ضحيتك، لذلك لا تيأس وحاول أن تتعرف على كل شيء، تعلّم كيف تفهم من الآخرين أثناء تحدثك مع الأشخاص، اجمع المعلومات وكن أول المدركين لا تقع في الخطأ مرتين بل حاول أن تتجنب ذلك في المرات القادمة، لابد لك أن تسير على هذه الخطى حتى تحصل على النهاية الصحيحة للعبة وتكتشف كل الغموض الذي كان في عقلك لتعرف الحقيقة المريرة التي قامت شركة thq بالتركيز عليها وإخفائها...
سوف تمر بمناطق عديدة ومتفرقة من هذه المناطق سوف تجد الآليات والمعامل التي تقوم بصناعة الغاز والنفط سوف ترى واقع هذا الأمر، أيضاً سوف تصل إلى الشوارع والأبنية المدمرة ولكنها حديثة، بعض العربات المدمرة سوف تراها على الأرصفة، كما أنه يمكنك أن تراقب كل شيء عن طريق منظار النهار أو الليل لكي تحدد مكان عدوك أو تراقب مقره قبل أن تتابع تقدمك، أنظروا كيف بدأت الشركة بوضع الأفكار بدأت في وضعك ضمن بلدة فقيرة ومن ثم قامت بإخراجك لأماكن واسعة حيث الطبيعة والسماء والأشجار، ومن ثم تعرفت على أشخاص بائسون وبعد ذلك بدأت بالحرب مع حراس بشريون، ولكن سرعان ما سوف تكتشف بـأنك بعالم مليء بالمخلوقات المخيفة أشكالها كأشكال الزومبي في وجهها وطبعها هي متوحشة وسريعة، لن ترحمك لذلك سوف يتطلب الأمر بك إلى المغامرة الصعبة فلم تعد مجرد قتل حراس أو السير وتدمير القواعد العسكرية، أصبح الأمر معقداً ومخيفاً عما كان عليه سابقاً، كما أن لون هذه المخلوقات قريب من لون أرض الطبيعة، وهي متنوعة ومخيفة في سيرها
بعض المخلوقات المتوحشة سوف ترتدي قناع واقي لكي تتنفس منه، كما أنك سوف تستخدم عليها أسلحة قوية وفتاكة، ولكن لا تقلق رغم أنك في وسط هذا الحشد من المخلوقات المخيفة إلا أن هناك من سوف يساندك في اللعبة، سوف تدخل أيضاً مدينة الألعاب التي نعرفها ونشاهدها فقط قامت الشركة برسم كل الوقائع بالمدينة من أبنية ومحلات تجارية وعربات وغابات وقدمته لنا ليكون حقيقة واقع نعيشه ولكن بعيداً عن المخلوقات، أيضاً سوف تدخل ممرات ضيقة في المباني والمصانع لكي تصل إلى طريقك الصحيح وتتابع تقدمك، كما أنك سوف تمر بمناطق سكك حديدية، وأيضاً سوف تقوم بصعود الدهاليز الموجودة داخل الأبنية، كما أنك سوف تواجه مجموعة من الحيوانات المخيفة التي سوف تلاحقك في الغابات ومحاولة الهجوم عليك وقتلك، شكلها كشكل الثيران الأمريكية ولكنها متوحشة وتعتبر هذه الثيران أقوى من حيوانات كلاب الزومبي بكثير، من ضمن هذه المخلوقات الغريبة أيضاً، الجرذان التي سوف تشاهدها بشكلها المقرف وهي تحاول أن تهاجمك، ولكن قليلاً ما سوف تظهر لك فهي نادرة الظهور وتظهر فقط في الآبار والسراديب الوسخة، سوف تواجه مجموعة من المروحيات الطائرة هذه المروحيات في حال قامت بالمهاجمة يجب أن يستخدم عليها سلاح قاذف الصواريخ الذي يتمتع بالقوّة وقدرة التصويب، ولكن الشركة أيضاً قامت باستخدام أكثر من سلاح في تدمير مثل هذه المروحيات حيث يمكن أن تقوم باستخدام الأسلحة التقليدية في تدمير تلك المروحيات الطائرة في حال قد حددت الهدف وأطلقت النار في المكان المناسب فسوف تنهار تلك المروحية.
كما أنه يمكنك أن تقوم بالتقريب والتبعيد لكي تراقب مخلوق ما أو حارس في الطريق وتغير من منظورك لكي تستطيع تحديد هدفه بشكل دقيق وإطلاق النار، من المناطق الرائعة والتي سوف تعجبك هي الطبيعة الخلابة في هذه اللعبة، كما أنك سوف تلاحظ أبراج الكهرباء الكبيرة التي تمددت أشرطتها بأسلاك تصل بينها وبين عامود آخر هذا الأمر سوف يشعرك بواقعية حقيقية تشاهدها في حياتك، كما أنك سوف تلاحظ لون السماء والغيوم وتغير ذلك واقتراب الغيوم بعضها ببعض. وسوف تشعر بنسيم الهواء أثناء السير وكأنك تشاهد هذا المنظر الخلاب في واقعك الذي تعيشك، والشمس الساطعة التي سوف تؤكد لك جمالية هذه اللعبة بواقعها، كما اهتمت بتأثر العوامل الجوية وتغير البيئة التي حولك بحيث تصبح نهاراً ومرة ليلاً ذلك سوف يعطيك إحساس مثير يتبعه الدهشة. والأمر الآخر الذي قامت به الشركة هو منحك حقيبة كبيرة تتسع لمجموعة من أسلحتك وأدواتك حيث يمكنك أن تحمل عدداً معيناً من الذخائر والأسلحة القوية الكبيرة والسكاكين وقاذف الصواريخ، كما أنه يمكن أن تقوم بتخزين هذه الأسلحة والأدوات في الصندوق، في حال لم تجد أي اتساع في حقيبتك، بحيث تجد مكان لهذه الأدوات عند التاجر الذي لديه صندوق كبير بحيث يضعها لك كأمانة عنده، يمكنك أن تأتي وتحصل عليها متى شئت دون أن تدفع قطعة نقدية واحدة، كما لو لعبة ريزدينت ايفل القديمة عندما كنت تحتفظ بأسلحتك في غرفة الحفظ حيث يوجد صندوق كبير يتم تخزين كل الأسلحة والأدوات فيها.

## التصاميم الرسومية والمؤثرات الصوتية
قامت الشركة بالتركيز بشكل كبير على البيئة وما تبعها من مؤثرات بيولوجية جعلها حقيقة واقعية، الأعشاب والطرقات المباني والمخلوقات والأسلحة كل ذلك تم رسمه بطريقة رائعة ومبتكرة وقد اهتمت الشركة بهذه النقطة بشكل كبير لكي تعطي ذلك الرسم طابعاً حقيقياً مختلفاً، كما أنها اهتمت بتغير البيئات ووضعت مؤثرات للبيئة وأيضاً قامت بوضع الظلال التي أعطت حركة رائعة ومتنوعة، كما أنها أعطت تأثيرات بيولوجية في حالات تغير النهار والليل ليبدوا واقعياً بحيث كان ذلك على مراحل سوف تشاهد كيف تبدأ الشمس بغيابها ليظهر الليل وتسمع تلك الأصوات المخيفة ليلاً، كما قامت الشركة برسم السماء والغيوم والشمس بطريقة فنية رائعة وأيضاً الرياح كان لها دور كبير في التأثير على تمايل الأشجار وتحريك الغيوم أثناء وضح النهار عن طريق مهبها، كما أنها عملت جاهدة في تقديم المؤثرات الصوتية الرائعة من أصوات طلق النيران والانفجارات، وأنها قامت بتأثيرات رائعة عندما تبدأ الرياح بالهبوب سوف تسمع صوت تمايل الأشجار والحشائش، وركزت عملها في إصدار أصوات الشخصيات وقامت بتمثيل هذه الأصوات بدقة متناهية، كما أنها قامت بوضع موسيقى حزينة في الكثير من المناطق إلا أنها موسيقى رائعة حملت الكثير من الشعور البائس.

## روابط خارجية
- ستالكير: ظل تشيرنوبل على موقع IMDb (الإنجليزية)